# Діаграма Танабе — Сугано
Діаграма Танабе — Сугано (англ. Tanabe — Sugano diagram) — діаграма, яка зображає зміну енергій окремих електронних станів октаедральних d2 комплексів у залежності від сили поля. Використовується при аналізі спектрів комплексних хімічних сполук.
Діаграма Танабе — Сугано для октаедричних структур:

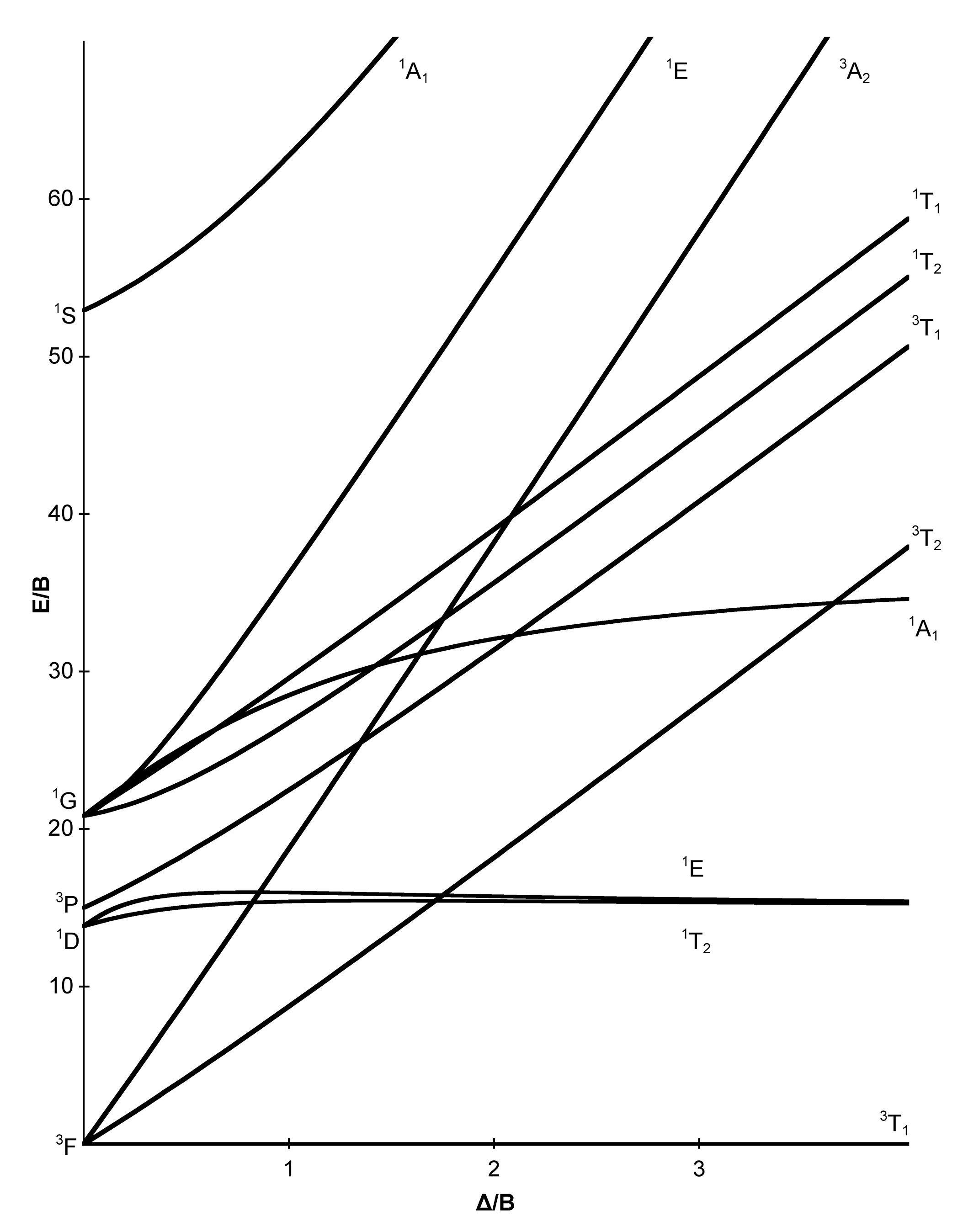
Діаграма T-S для конфігурації d2
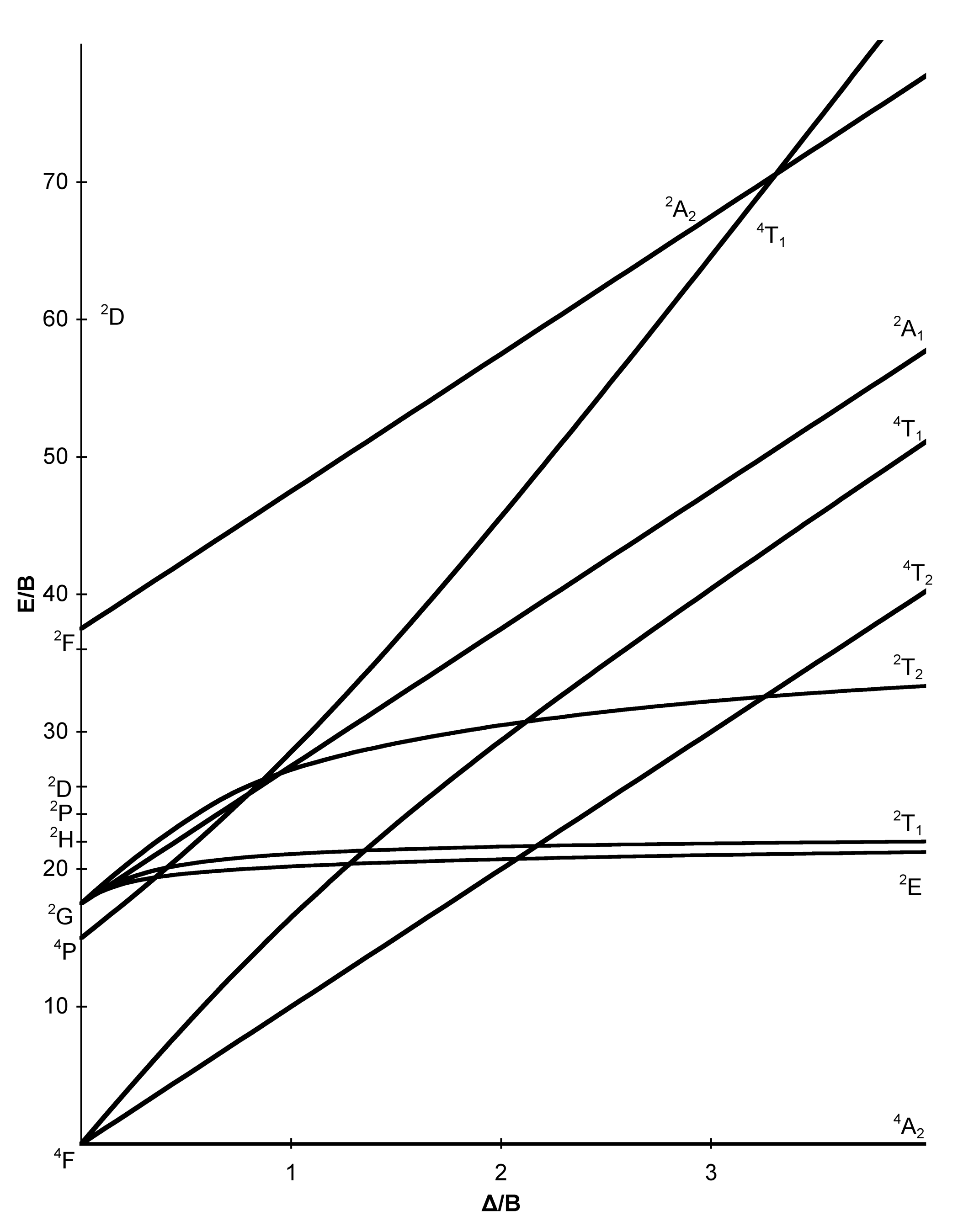
Діаграма T-S для конфігурації d3
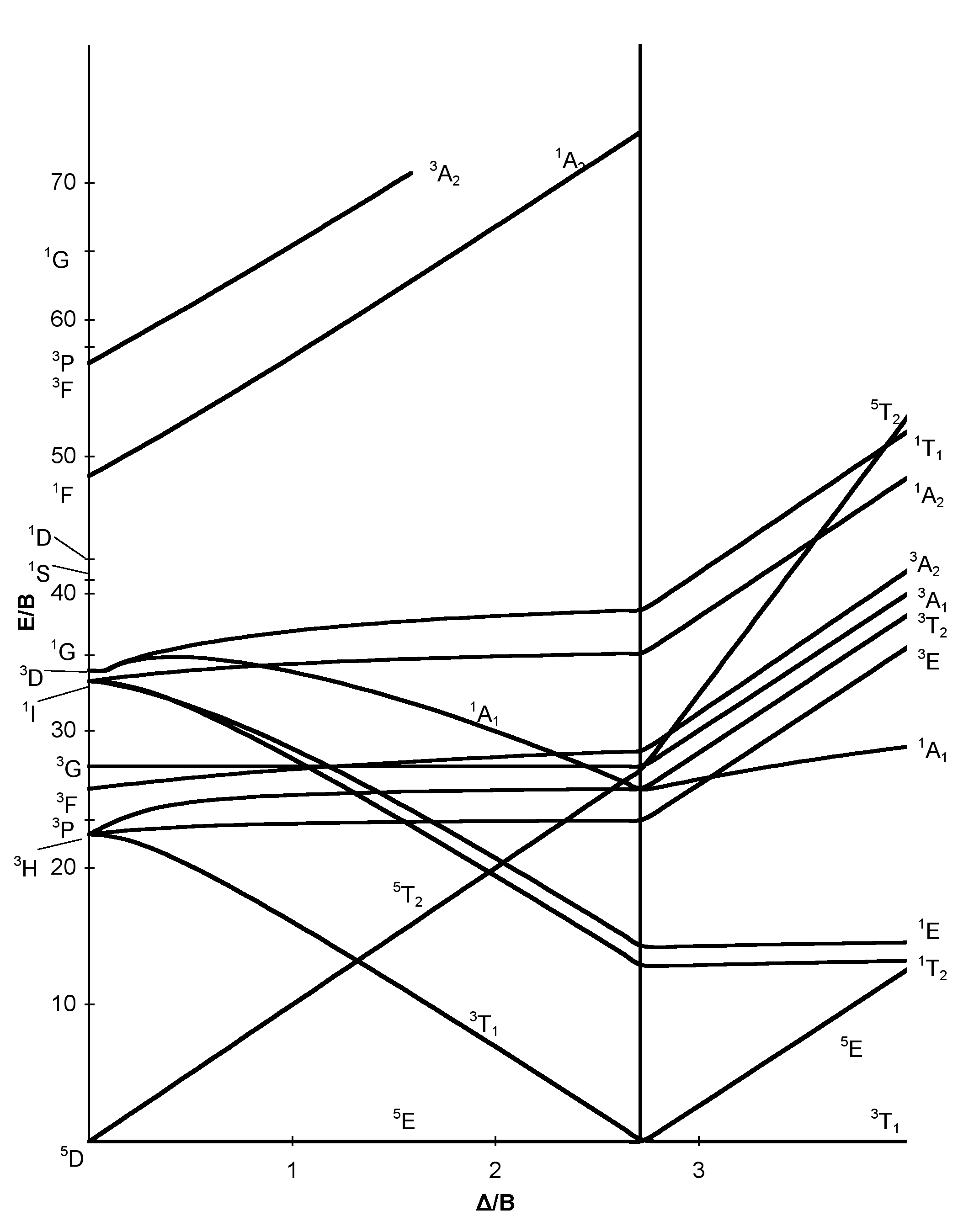
Діаграма T-S для конфігурації d4
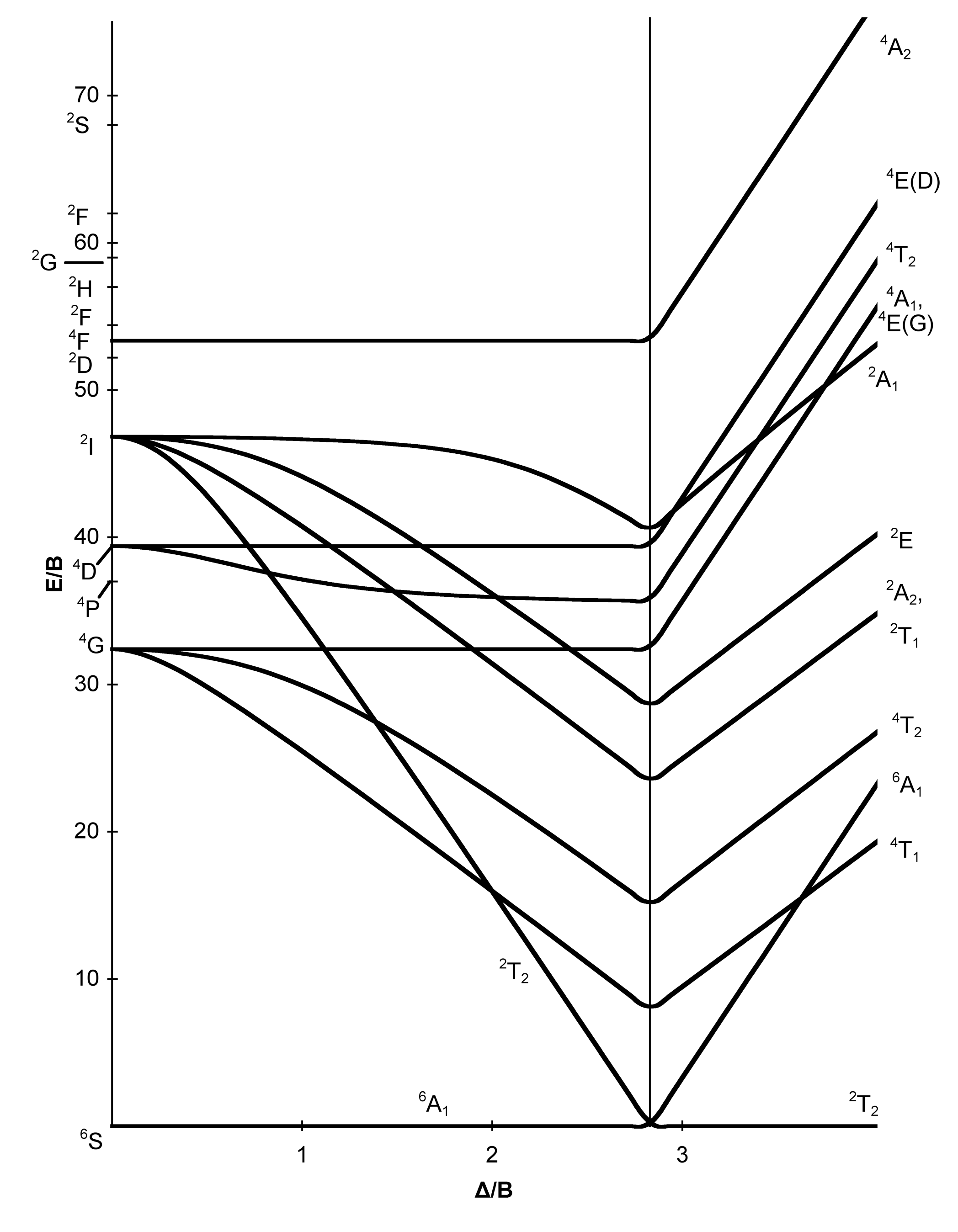
Діаграма T-S для конфігурації d5
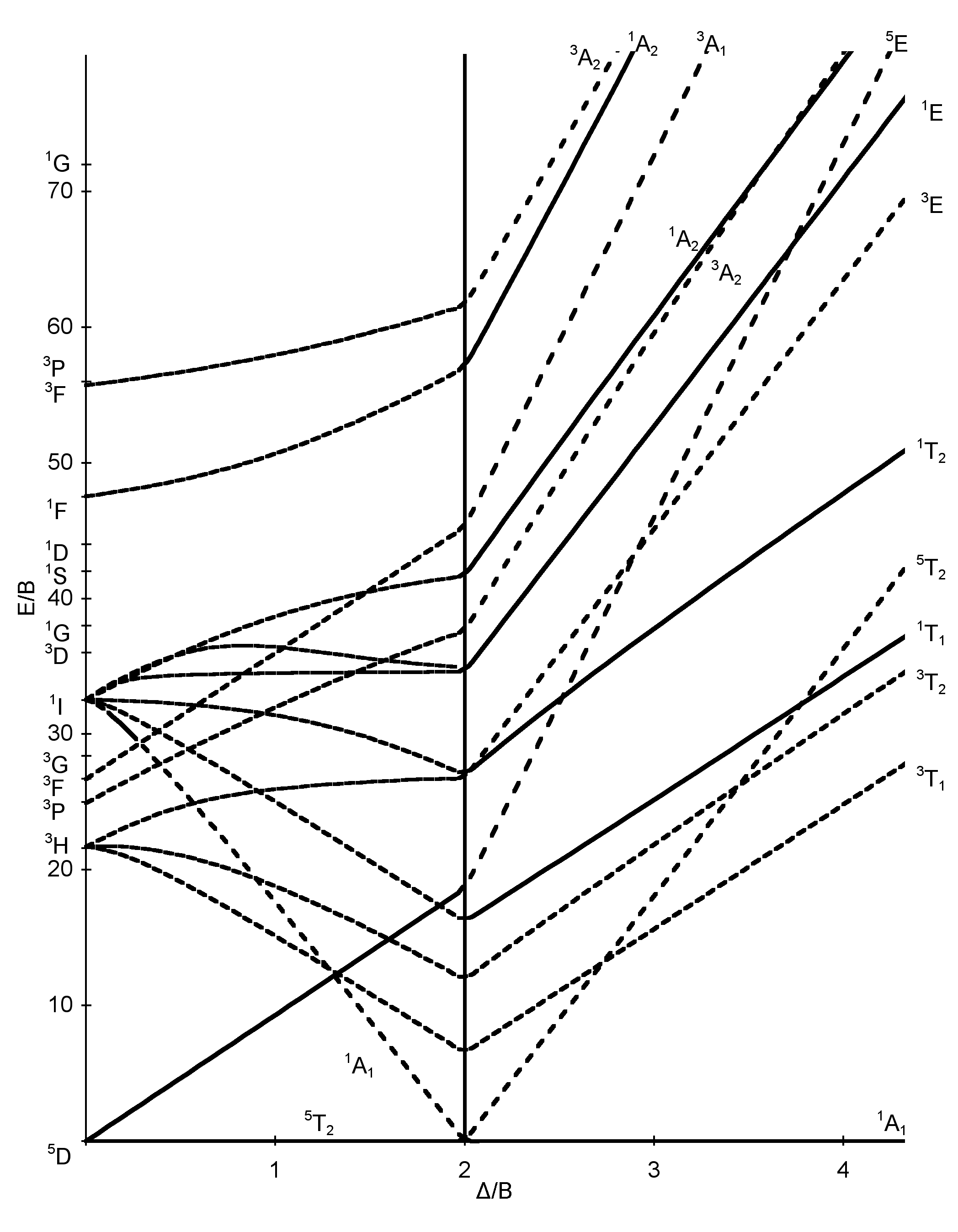
Діаграма T-S для конфігурації d6
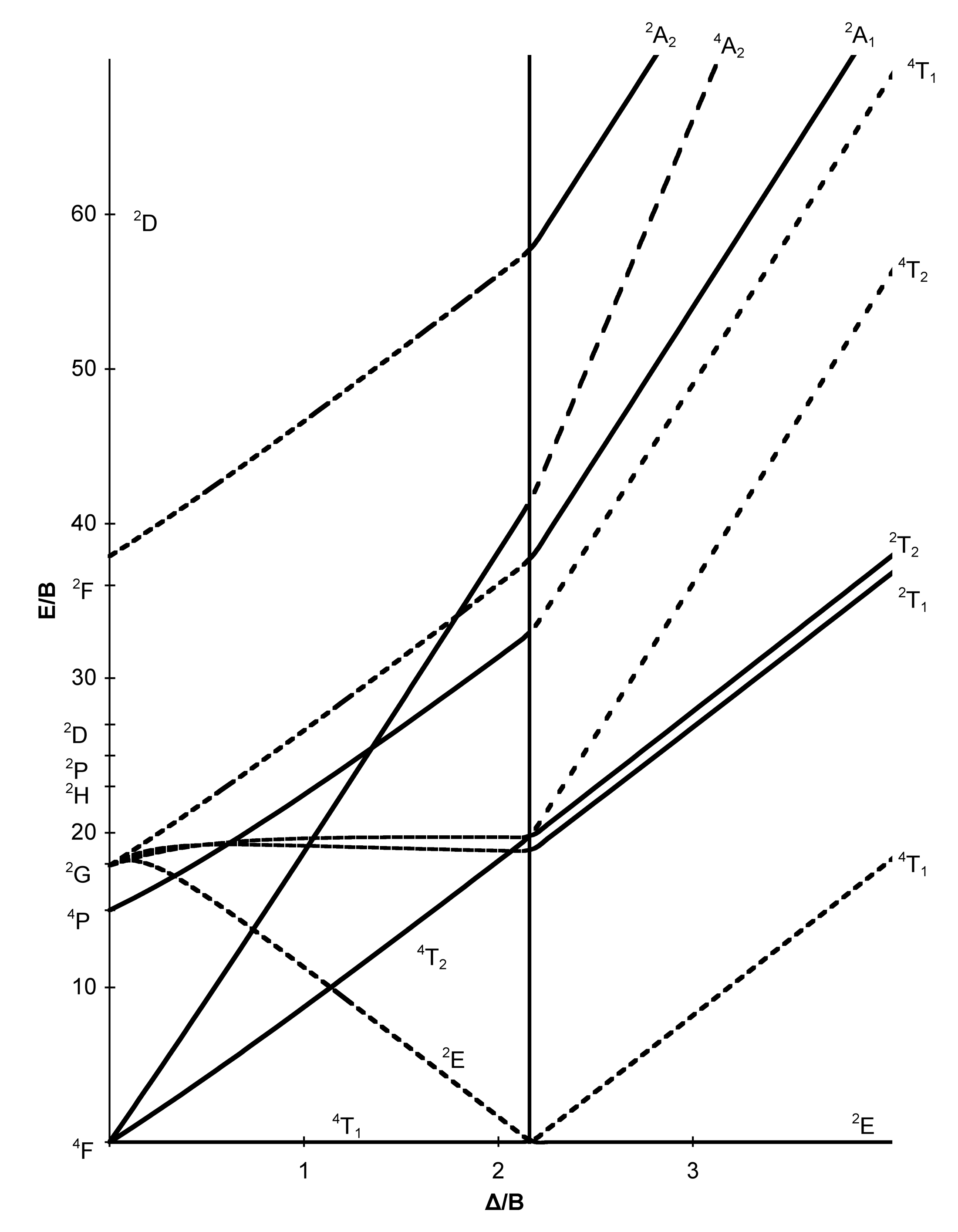
Діаграма T-S для конфігурації d7
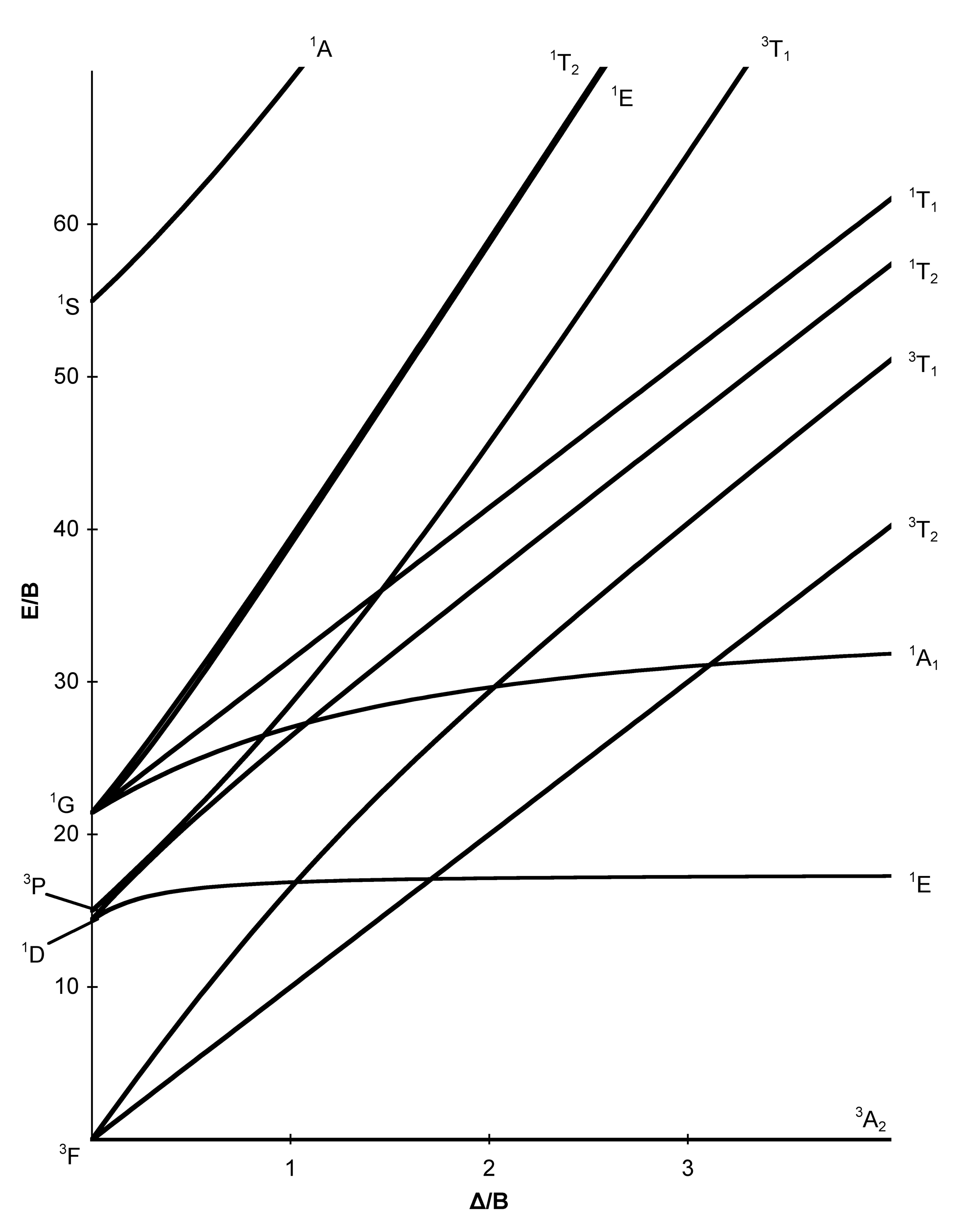
Діаграма T-S для конфігурації d8